# Der Krimi aus Brandenburg: Die Raaben und das tote Mädchen
Die Raaben und das tote Mädchen ist ein deutscher Kriminalfilm von Nina Vuković aus dem Jahr 2025. Es handelt sich um den Pilotfilm zur ARD-Kriminalfilmreihe Der Krimi aus Brandenburg. Alina Stiegler als Streifenpolizistin Tonja Raabe und Anton Rubtsov als Kriminalhauptkommissar Anton Raabe ermitteln als Geschwister. Die Erstausstrahlung erfolgte am 30. Januar 2025 im Rahmen des Donnerstags-Krimis zur Hauptsendezeit auf Das Erste.

## Handlung
Die Kommissare Tonja und Anton Raabe sind Geschwister und müssen in ihrem ersten gemeinsamen Fall den Mord an einer jungen Frau und die Entführung eines Kleinkindes in einem Waldstück in der Lausitz aufklären. Die Ermittler und das Ehepaar Fischer wundern sich das kein Erpresserschreiben mit einer Lösegeldforderung erfolgt ist. Durch ihre synästhetischen Fähigkeiten gelingt es Tonja Raabe das entführte Kind wohlbehalten seinen Eltern zu übergeben.

## Produktionsnotizen
Die Dreharbeiten für Die Raaben und das tote Mädchen erstreckten sich vom 23. Mai 2024 bis zum 21. Juni 2024 und fanden an Schauplätzen in Brandenburg und Berlin statt. Für die Produktion zeichnete die MOOVIE GmbH unter Federführung der Produzenten Karsten Rühle und Heike Voßler verantwortlich.